# Jonas (basquetebolista)

## Carreira
Jonas Felipe Silva Machado, (São José dos Campos,14 de outubro de 1992) é um jogador de basquetebol. Atualmente joga pelo São José 